# Arigomphus
Arigomphus is een geslacht van libellen (Odonata) uit de familie van de rombouten (Gomphidae).

## Soorten
Arigomphus omvat 7 soorten:
- Arigomphus cornutus (Tough, 1900)
- Arigomphus furcifer (Hagen in Selys, 1878)
- Arigomphus lentulus (Needham, 1902)
- Arigomphus maxwelli (Ferguson, 1950)
- Arigomphus pallidus (Rambur, 1842)
- Arigomphus submedianus (Williamson, 1914)
- Arigomphus villosipes (Selys, 1854)